# Shafiqa Quraishi
Pour les articles homonymes, voir Quraishi.
Shafiqa Quraishi est une militante, afghane, qui agit pour la défense des droits des femmes, des droits de l'homme et ceux des enfants. En 2010, elle est colonel dans la police de son pays et directrice de l'égalité des genres, des droits de l'homme et ceux des enfants au sein du ministère de l'Intérieur en Afghanistan.
Elle fonde et dirige un groupe de travail sur la stratégie de recrutement, dans le but d'intégrer 5 000 femmes au ministère de l'intérieur de sorte que celui-ci défende mieux les femmes afghane. Elle travaille également à aider les femmes qui s'occupent des enfants, mais aussi celles qui participent à la santé, la maternité, la sécurité et la formation professionnelle. Elle obtient également des promotions pour les femmes travaillant dans la police, injustement ignorées dans le passé. En 2011, elle est l'afghane ayant le plus d'années d'expérience dans la police. 
Elle voit son travail interrompu par les talibans, lorsque ceux-ci dirigent le pays, du milieu des années 1990, jusqu'en 2001.
Elle obtient, le 10 mars 2010, de la secrétaire d'État des États-Unis, Hillary Clinton, le Prix international de la femme de courage.

## Source de la traduction
- (en) Cet article est partiellement ou en totalité issu de l’article de Wikipédia en anglais intitulé « Shafiqa Quraishi » (voir la liste des auteurs).